# Кољијандрино (Потенца)
Кољијандрино (итал. Cogliandrino) је насеље у Италији у округу Потенца, региону Базиликата.
Према процени из 2011. у насељу је живело 51 становника. Насеље се налази на надморској висини од 716 м.